# Neculai Onțanu
Neculai Onțanu (n. 13 septembrie 1949, Pângărați, județul Neamț) este un politician român, fost membru al PSM și al PSD, primar al Sectorului 2 din București, din iunie 2000 până în 23 martie 2016, când a fost suspendat. A fost ales președinte al partidului ADER („Ader la Democrație, Educație și Reconstrucție”) în 2018.

## Controverse
În martie 2007, primarul Sectorului 2 al Capitalei, Neculai Onțanu, a fost avansat, în cadrul unei ceremonii găzduite de Cercul Militar Național, la gradul de colonel în rezervă printr-un ordin al ministrului Apărării . Printr-un decret prezidențial din 1 decembrie 2008, Neculai Onțanu a fost înaintat în gradul de general de brigadă în rezervă (cu 1 stea) în Ministerul Apărării .
În cadrul programului „siguranța cetățeanului”, Neculai Onțanu a instalat 242 camere video de supraveghere pe drumurile principale ale sectorului 2 .
La 23 martie 2016,  Neculai Onțanu a fost reținut de procurorii DNA pentru 24 de ore,  fiind acuzat că ar fi primit mită pentru retrocedarea unui teren de peste 80.000 de metri pǎtrați..
La 25 martie 2016, Neculai Onțanu, primarul în funcție al sectorului 2, a fost arestat preventiv (prin hotărâre judecătorească nedefinitivă dar executorie) pentru 30 de zile.
În aprilie 2021, Înalta Curte de Casație și Justiție a României a decis definitiv condamnarea lui Neculai Onțanu la trei ani de închisoare cu suspendare pentru luare de mită.

## Vezi și
- Lista primarilor sectoarelor bucureștene după 1989